# Coral Beed
Coral Beed (geb. 1972 in London) ist eine britische Schauspielerin.

## Leben und Karriere
Beed ist die Tochter eines indischen Vater und einer britischen Mutter. Ihre erste Filmrolle hatte sie 1997 in The Fetish Club - Preaching to the Perverted. Danach spielte sie insbesondere in Fernsehserien mit. Eine ihrer größten Rollen war 2005 die der Emily Kent in dem indischen Bollywood-Historienspielfilm The Rising – Aufstand der Helden über das Leben des indischen Freiheitskämpfer Mangal Pandey und den anti-britischen Indischen Aufstand von 1857. Hier spielte sie an der Seite von Aamir Khan und Toby Stephens. Ihre letzte bekannte Filmrolle war 2008 in der Fernsehserie Doctors.

## Filmografie
- 1997: The Fetish Club - Preaching to the Perverted
- 2000: The Bill (Fernsehserie)
- 2001: Fallen Dreams
- 2003: Casualty (Fernsehserie)
- 2004: Fooling Hitler (Fernsehfilm)
- 2005: The Rising - Aufstand der Helden
- 2006: Das Himmelfahrtskommando
- 2007: Daphne (Fernsehfilm)
- 2007: Elizabeth - Das goldene Königreich
- 2007: Genie in the House (Fernsehserie)
- 2007: Virgin Territory
- 2008: Coming Up (Fernsehserie)
- 2008: Slaphappy (Kurzfilm)
- 2008: School Run (Kurzfilm)
- 2008: Doctors (Fernsehserie)